# Pierius (Alexandria)
Pierius war ein christlicher Priester und Theologe in Alexandria im 3. Jahrhundert während der Zeit von Bischof Theonas. Er war dort wahrscheinlich neben Achillas von Alexandria Leiter der Katechetenschule.

## Leben
Als Bibelexeget und Prediger hatte er einen so guten Ruf, dass er (nach Hieronymus) Origenes der Jüngere genannt wurde, also als würdiger Vertreter der Tradition des berühmten Origenes galt. Er führte ein asketisches Leben. Eusebius von Caesarea rühmte seine philosophische Gelehrsamkeit und freiwillige Armut.
Pierius überlebte die Diokletianische Christenverfolgung und lebte zuletzt in Rom, wo er nach 309 starb. Nach Photios I. und Philipp von Side war er ein Märtyrer. In der Römisch-Katholischen Kirche ist sein Gedenktag der 4. November.
Er schrieb nach Photios einen Kommentar zum ersten Korintherbrief (nur als Fragment erhalten) und ein Buch mit zwölf Predigten unter anderem über das Evangelium nach Lukas, eine Oster-Predigt über Hosea, über die Mutter Gottes und eine Eulogie auf Pamphilos von Caesarea, der sein Schüler war. Teilweise zeigt seine Lehre eine Nähe zu Origenes. Photios warf ihm eine „origenistische“ Irrlehre in der Dogmatik – die Annahme der Präexistenz der menschlichen Seele – vor und betrachtete seine Auffassung von der Stellung des Heiligen Geistes kritisch. Auch Hieronymus kannte Predigten von ihm sowie Handschriften des Neuen Testaments (die möglicherweise über Pamphilos von Caesarea nach Caesarea gelangten und dort Hieronymus zugänglich waren), von Hieronymus Pierii exemplaria genannt.
Von den Schriften des Pierius sind nur Fragmente überliefert.

## Textausgaben
- Jacques-Paul Migne (Hrsg.): Patrologia Graeca, Band 10, S. 241–246.
- Carl de Boor: Neue Fragmente des Pappias Hegesippus und Pierius in bisher unbekannten Excerpten aus der Kirchengeschichte des Philippus Sidetes. In: Texte und Untersuchungen zur Geschichte der altchristlichen Literatur, Band 3,2, Leipzig 1888, S. 165–184.
- Martin Routh: Reliquae sacrae, 2. Auflage, Band 3, 1846/48, S. 423ff